# Zi ploioasă, Boston
Zi ploioasă, Boston este o pictură în ulei realizată de pictorul american Frederick Childe Hassam în 1885, aflată acum la Muzeul de Artă din Toledo. 